# ダニエレ・カルラッシャーリ
ダニエレ・カルラッシャーリ（Daniele Carnasciali、1966年9月6日 - ）は、イタリア、サン・ジョヴァンニ・ヴァルダルノ出身の元サッカー選手。現役時代のポジションは右サイドバック。

## 経歴
アタランタの下部組織出身。
1992-93シーズンからの5シーズンをフィオレンティーナで過ごし、 スーペルコッパ・イタリアーナ、コッパ・イタリアを制した。この間の1994年12月にトルコとの親善試合、1996年11月にはボスニア・ヘルツェゴビナ戦にイタリア代表として出場経験がある。
1998-99シーズンからはヴェネツィアでプレー、名波浩が加入した1999-00シーズンにチームはセリエBに降格、自身もキャリアに終止符を打った。

## タイトル
フィオレンティーナ
- セリエB : 1993-94
- コッパ・イタリア1995-96
- スーペルコッパ・イタリアーナ : 1996